# جون ر. موردوك (سياسي)
جون ر. موردوك (بالإنجليزية: John R. Murdock)‏ هو سياسي أمريكي، ولد في 13 سبتمبر 1826، وتوفي في 12 نوفمبر 1913. انتخب عضو مجلس نواب ولاية يوتا.